# Leerparadijs
Het Leerparadijs was een onderwijsinstelling in Zuidoost Drenthe, opgericht in 2017, die zich richtte op hoogbegaafde jongeren met het autismespectrumstoornis (ASS). Deze instelling bood aangepast havo- of vwo-onderwijs aan met als doel om tegemoet te komen aan de specifieke onderwijsbehoeften van deze leerlingen.

## Oprichting
Het Leerparadijs werd opgericht door ondernemers uit de regio Zuidoost Drenthe, met de intentie om een inclusieve onderwijsomgeving te bieden voor kinderen die in het regulier onderwijs tussen wal en schip vielen.
De oprichters waren bezorgd dat de gemeente Emmen, waar de meeste initiatiefnemers woonden, niet goed scoorde op het gebied van onderwijs voor kinderen met ASS.

## Filosofie
De gehanteerde onderwijsmethode was ondernemend leren. De onderwijsfilosofie van het Leerparadijs was gebaseerd op
individueel afgestemde leerplannen en zorgdossiers, die de basis vormden voor de begeleiding van elke leerling. Het onderwijs was adaptief en op maat, waarbij de omgeving werd aangepast aan de leerbehoeften en -stijlen van de individuele leerling, in plaats van andersom. De instelling hanteerde het consentbeginsel, waarbij beslissingen over het schoolklimaat werden genomen met instemming van alle betrokkenen.

## Aanmelding
Jongeren tussen de 12 en 18 jaar die voldeden aan de criteria voor toelating
konden zich aanmelden bij het Leerparadijs. De aanmelding werd gevolgd door een intakeproces om te bepalen of een leerling klaar was voor passend onderwijs of eerst een zorgarrangement nodig had. Vervolgens werd een Ontwikkelingsperspectief opgesteld om het geschikte Onderwijsarrangement te identificeren.

## Overdracht
Het Leerparadijs heeft haar activiteiten gestaakt en overgedragen
aan een voorziening op het OPDC Zuidoost Drenthe, na succesvolle samenwerking met diverse partijen, om te verzekeren dat de leerlingen de zorg en onderwijs zouden krijgen die ze nodig hadden. Deze voorziening is later geïntegreerd in het Carmelcollege Emmen, met een specifiek programma genaamd LASSO dat voortbouwt op de principes van het Leerparadijs.